# Postcranial
Postcrania[p] (postcranium, tính từ: postcranial)  trong động vật học và cổ sinh vật học về các loài có xương sống thì nó là tất cả hoặc một phần của bộ xương trừ hộp sọ. Thông thường, hóa thạch (ví dụ như các loài khủng long đã tuyệt chủng hoặc các loài động vật bốn chân) thường bao gồm một phần của bộ xương hoặc các mảnh xương rời rạc, chúng được gọi là"postcrania".
Đôi khi, sự khác nhau giữa hộp sọ và xương của cùng một loài hoặc các loài khác nhau. Một ví dụ như rường hợp của 2 loài Cretaceous sauropod, sọ của Nemegtosaurus được tìm thấy gắn với bộ xương postcranial của Opisthocoelicaudia.